# Kiełczyn (Grande-Pologne)
Pour les articles homonymes, voir Kiełczyn.
Kiełczyn (prononciation : [ˈkʲɛu̯t͡ʂɨn]) est un village polonais de la gmina de Książ Wielkopolski dans le powiat de Śrem de la voïvodie de Grande-Pologne dans le centre-ouest de la Pologne.
Il se situe à environ 3 kilomètres au sud-ouest de Książ Wielkopolski (siège de la gmina), à 15 kilomètres à l'est de Śrem (siège du powiat) et à 44 kilomètres au sud-est de Poznań (capitale régionale).

## Histoire
De 1975 à 1998, le village faisait partie du territoire de la voïvodie de Poznań.

Depuis 1999, Kiełczyn est situé dans la voïvodie de Grande-Pologne.
Le village possède une population de 125 habitants en 2006.